# Le Baron (Noël Bissot)
Pour les articles homonymes, voir Le Baron.
Le Baron est une série de bande dessinée scénarisée et dessinée par Noël Bissot. Elle est parue dans l'hebdomadaire belge Spirou de 1961 à 1973, principalement sous forme de mini-récit.

## Listes des histoires
- Le Baron, dans Spirou :

1236. Le Miracle de la gourde (mini-récit no 92), 1961.
1247. Deux Bons Petits Diables (mini-récit no 103), 1962.
1277. Bien mal acquis, 1962
1293. Potron et Minet alchimistes (mini-récit no 149), 1963.
1338. L’Élixir de beauté (mini-récit no 194), 1963.
1355. Un précurseur (mini-récit no 211), 1964.
1372. Le Testament du trisaïeul (mini-récit no 228), 1964.
1378. Potron et Minet astrologues (mini-récit no 234), 1964.
1386. Potron et Minet prestidigitateurs (mini-récit no 252), 1964.
1388. Totoche, le petit renard (mini-récit no 244), 1964.
1400. Le Potronium (mini-récit no 256), 1965.
1401. La Boulimie de Minet (mini-récit no 257), 1965.
1416. La Couronne du Baron (mini-récit no 272), 1965.
1419. La Fille du Roy (mini-récit no 275), 1965.
1422. La Mouche (mini-récit no 278), 1965.
1428. Les Moustiques du Baron (mini-récit no 284), 1965.
1432. Les Vignes du Seigneur (mini-récit no 288), 1965.
1439. Une source d'ennuis (mini-récit no 296), 1965.
1440. Les Hallucinations du Baron, 1965.
1449. La Statue du Baron, 1966.
1451. Le Cheval du Baron, 1966.
1456. Une histoire de pilules (mini-récit no 312), 1966.
1458. Le Traité de paix du Baron, 1966.
1459. La Poule aux œufs durs (mini-récit no 316), 1966.
1467. Un tour de cochon (mini-récit no 324), 1966.
1470. Le Complot des Barons (mini-récit no 327), 1966.
1473. L'Arme secrète du Baron, 1966.
1478. Potron, Minet et le vieux Jules, 1966.
1480. Les Véritables Hallucinations du Baron, 1966.
1482. Le Nouveau Prométhée (mini-récit no 338), 1966.
1483. La Succession du Roi (mini-récit no 339), 1966.
1484. Roi malgré lui (mini-récit no 340), 1966.
1486. La Barbe du Roi (mini-récit no 341), 1966.
1487. Le Traité de paix du Baron, 1966.
1487. Juju fait la guerre totale (mini-récit no 348), 1966.
1492. La Victime de Cupydon (mini-récit no 343), 1966.
1496. Un conte de Noël (mini-récit no 346), 1966.
1498. Sans tambour ni trompette (mini-récit no 348), 1966.
1506. Le Vin du Baron (mini-récit no 355), 1967.
1508. Le Baron fantôme (mini-récit no 357), 1967.
1514. Montgibet la bête noire du Baron (mini-récit no 361), 1967.
1516. Eurypède (mini-récit no 363) + Couverture, 1967.
1525. Le Mini-récit de Belphégor (mini-récit no 370), 1967.
1531. La Malchance de Mongibet (mini-récit no 375), 1967.
1534 Une drôle de flamme (mini-récit no 378), 1967.
1540. La Leçon de danse du Baron (mini-récit no 383), 1976.
1543. Le Baron va au bal (mini-récit no 386), 1967.
1548. On a chipé le Père Noël (mini-récit no 391), 1967.
1554. Le Baron s'en va-t-en grève (mini-récit no 396), 1968.
1562-1563. L'Étrange Voyage du Baron (mini-récit no 403-404), 1968.
1570. La Déveine du Baron (mini-récit no 411), 1968.
1584. Le Baron s'enrhume (mini-récit no 425), 1968.
1594. La Ballade du Baron (mini-récit no 435), 1968.
1607. Le Baron compose (mini-récit no 447), 1969.
1619. Le Mini-récit du Baron (mini-récit no 459), 1969.
1628. Le Baron « poète » (mini-récit no 468), 1969.
1635. Le Baron entend des voix (mini-récit no 473), 1969.
1638. La Révolution mini-culturelle (mini-récit no 475), 1969.
1654. La Noël de Juju (mini-récit no 485), 1969.
1658. Le Baron et la Pierre philosophale (mini-récit no 489), 1970.
1667. Les Pâques de Juju (mini-récit no 497), 1970.
1679. La Matière tendre (mini-récit no 504), 1970.
1680. La Matière folle (mini-récit no 505), 1970.
1682. Le Mini-récit minable (mini-récit no 507), 1970.
1706. La Bûche du Baron (mini-récit no 516), 1970.
1718. La Chanson du Baron (mini-récit no 524), 1971.
1721. Les Pâques du Frère Jacques (mini-récit no 525), 1971.
1733. Vivent les vacances (mini-récit no 527), 1971.
1747. Le Mini-récit de ces dames (mini-récit no 535), 1971.
1756. La Noël du Prince Sarment (mini-récit no 536), 1971.
1766. Le Détecteur de pensées (mini-récit no 542), 1972.
1844. Bilboquet Boy (mini-récit no 554), 1973.